# Notiobiella barnardi
Notiobiella barnardi is een insect uit de familie van de bruine gaasvliegen (Hemerobiidae), die tot de orde netvleugeligen (Neuroptera) behoort. 
Notiobiella barnardi is voor het eerst wetenschappelijk beschreven door Monserrat in 1984.